# Le Sillon belge

Le Sillon belge est un journal professionnel belge destiné aux agriculteurs.

## Historique
La naissance du Sillon belge remonte au 20 mars 1932 lorsque Roger de Marneffe, ingénieur agronome et journaliste à La Libre Belgique, décida de lancer un journal agricole. Un véritable défi car le secteur visé traversait alors, et pour de longs mois encore, une période de crise profonde. Qu’à cela ne tienne, pour le téméraire initiateur, c’est justement parce que la situation est difficile que l’information est plus nécessaire encore. Et c’est ainsi que M. de Marneffe créa Le Sillon belge avec pour formidable devise « Informer pour servir ». Une formule que 75 ans plus tard, les Éditions rurales n’ont jamais reniée.
Mensuel à l’origine, Le Sillon Belge adopta un rythme de parution hebdomadaire dès avant la Deuxième Guerre mondiale. Pendant cette période tragique, la publication fut stoppée en mai 1941. Elle reprit, modestement, en 1946. Le journal, qui avait alors son siège à Ben-Ahin, était régulièrement confronté à un manque de papier et d’encre. 
Au cours des premières années, M. de Marneffe édita Le Sillon belge à titre personnel et le journal était imprimé par une autre entreprise. Voilà pourquoi il constitua le 31 juillet 1948 deux sociétés anonymes, à savoir « Les Éditions rurales » et « Imprimerie du Sillon ». Cette dernière fut rebaptisée le 20 juillet 1951 en « Imprimerie des Éditeurs ». Et c’est cette imprimerie – en raison du bruit que faisait la nuit ses rotatives – qui est à l’origine du lancement du Vlan en 1961. Autrement dit, c’est bien l’agriculture qui est à la base du groupe Vlan Evere…
Entre-temps, confortées par le succès remporté dans le sud du pays, les Éditions rurales avaient lancé en février 1951 le premier numéro d’un mensuel agricole pour les agriculteurs en Flandre, intitulé Landbouwleven, avec comme devise « Lire, c’est apprendre ». À l’instar du Sillon belge, le succès de ce journal, concurrent du très puissant Boerenbond, fut immédiat et devint hebdomadaire dès 1956.
Grâce à l’indépendance et la pertinence de l’information diffusée, Le Sillon belge et Landbouwleven se sont rapidement hissés en tête de ce marché très particulier des journaux agricoles dans le pays. 9 agriculteurs sur 10 sont abonnés au Sillon belge ou à Landbouwleven.
Enfin, de manière à être encore plus réactif, un site internet est alimenté en permanence, de telle sorte que les lecteurs aient un accès immédiat à l’actualité des secteurs d’activités qui les concernent.